# Чемпионат мира по стрельбе из лука 1983
Чемпионат мира по стрельбе из лука 1983 года — 32-й чемпионат мира по стрельбе из лука. Соревнование было проведено в Лос-Анджелесе, (США) в октябре 1983 года и был организован Всемирной федерацией стрельбы из лука (FITA).

## Призёры

### Классический лук
| Дисциплина                     | Золото           | Серебро          | Бронза             |
| Мужчины. Индивидуальный турнир | Ричард Маккинни  | Даррел Пейс      | Марникс Вервинк    |
| Женщины. Индивидуальный турнир | Ким Джин Хо      | Юнг Дже Бон      | Лизелотт Андерссон |
| Мужчины. Командный турнир      | США              | Республика Корея | Бельгия            |
| Женщины. Командный турнир      | Республика Корея | ФРГ              | США                |

## Медальный зачёт
| Место | Страна           | Золото | Серебро | Бронза | Всего |
| ----- | ---------------- | ------ | ------- | ------ | ----- |
| 1     | Республика Корея | 2      | 2       | -      | 4     |
| 2     | США              | 2      | 1       | 1      | 4     |
| 3     | ФРГ              | -      | 1       | -      | 1     |
| 4     | Бельгия          | -      | -       | 2      | 2     |
| 5     | Швеция           | -      | -       | 1      | 1     |